# Горное (озеро, Таймырский Долгано-Ненецкий район, восточное)
Горное — озеро в России, находится в Таймырском Долгано-Ненецком районе Красноярского края. Площадь поверхности озера — 1,1 км². Площадь водосборного бассейна — 18,5 км².
Лежит на высоте 146 метров над уровнем моря к востоку от озера Щель-Озеро. Имеет продолговатую форму, вытянуто в меридиональном направлении. Берега озера обрывистые, скалистые. С севера впадает безымянный ручей, с юга вытекает река Горный, левый приток реки Левли.
Код озера в государственном водном реестре — 17030000111116100024922.